# 地質調查
地质调查（英語：geological survey）是指地质学及其相关科学的观察研究为基础的调查工作。

## 主要地质调查机构
- 中国地质调查局
- 中央地质调查所
- 經濟部中央地質調查所
- 美國地質調查局
- 加拿大地質調查局
- 英国地质调查局